# Fernand De Mont
Fernand De Mont (Ninove, 4 december 1926 - Aalst, 22 mei 1991) was een Belgisch dirigent.
De Mont was stichter-dirigent van het Ninoofs Gemengd Zangkoor, sinds 2007 het Koninklijk Ninoofs Zangkoor genoemd. De Mont bleef dirigent tot eind 1990, waarna eerst Helmut De Backer en later, vanaf 2000, Karen Scheldeman de dirigeerstok overnam.
De Mont, familie van de schrijvers Pol De Mont en Paul De Mont, werd geboren in een familie met een lange traditie van violisten en muziekmeesters. In het begin van de jaren vijftig leidde hij, in navolging van zijn vader August, het parochiekoor van de Onze-Lieve-Vrouwkerk in Ninove. Dat koor bleef bestaan tot 1959, maar intussen was het Ninoofs Gemengd Zangkoor opgericht en Fernand De Mont koos voor dat nieuwe, niet aan een parochie verbonden koor. Zijn jongste zoon Wim De Mont was actief in kunstencentra en in de boeken- en mediawereld (Boek.be en Reprobel) en werd vervolgens journalist.